# باري سيمون (سياسي)
باري سيمون (بالإنجليزية: Barry Simon)‏ هو محام بالقضاء العالي وسياسي أسترالي، ولد في 1 أبريل 1936 في ملبورن في أستراليا، وتوفي في 7 يوليو 2004. حزبياً، نشط في الحزب الليبرالي الأسترالي. وقد انتخب عضو مجلس النواب الأسترالي عن دائرة Division of McMillan ‏ (13 ديسمبر 1975 – 18 أكتوبر 1980).